# Skirö
Skirö är en småort i Vetlanda kommun, kyrkby i Skirö socken, Jönköpings län.
I orten finns Skirö kyrka med altartavla målad av Johannes Magnusson. 
Orten har två större industrier, en stolfrabrik och en tak- och fasadbyggare. 
Skirö AIK är en idrottsklubb härifrån.